# Slaolie

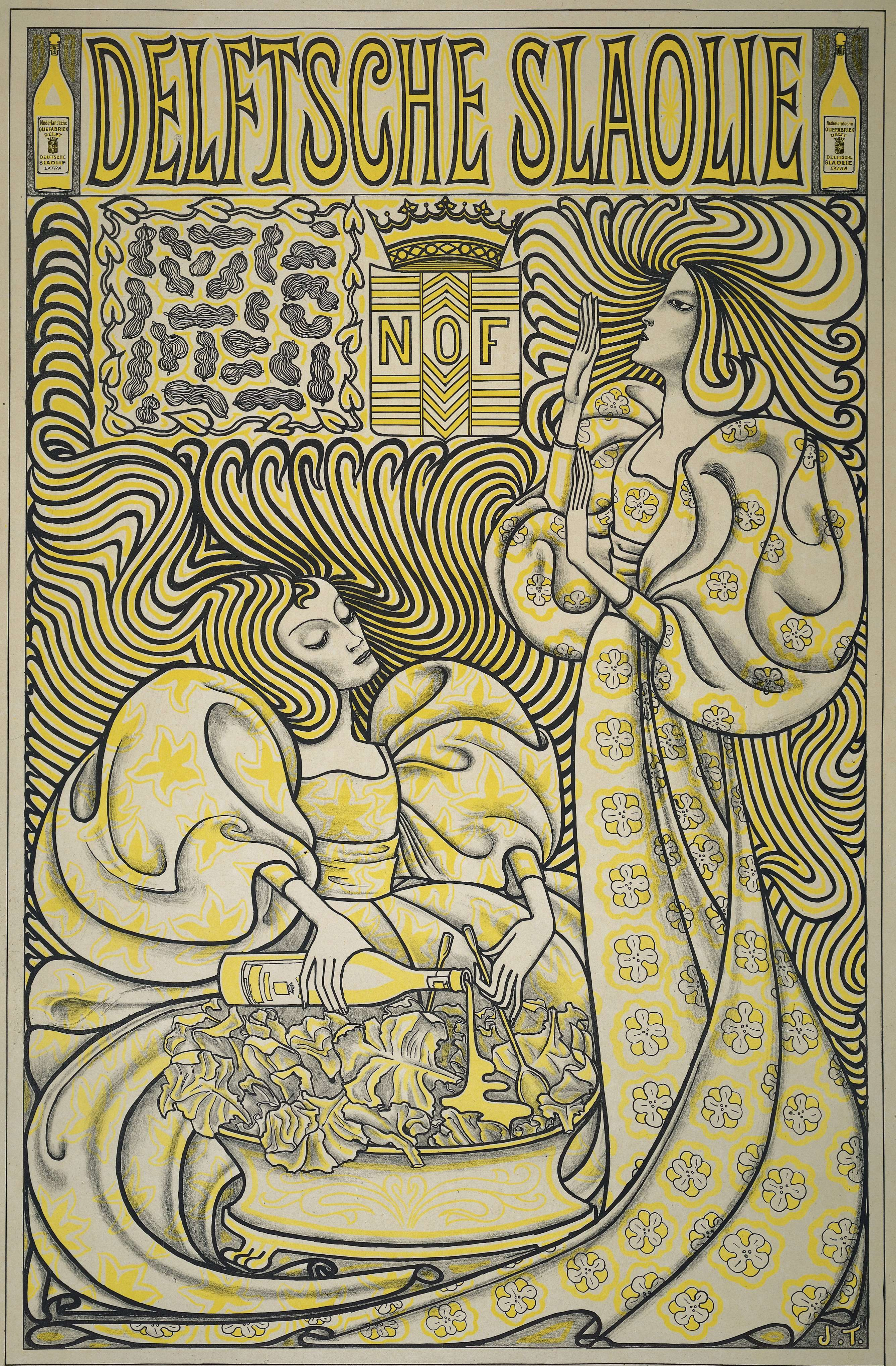
Delftsche Slaolie van Jan Toorop

Slaolie is een algemene benaming voor een olie die in de keuken gebruikt wordt. Het is vaak een mengsel van verschillende plantaardige oliesoorten en kan zowel koud gebruikt worden als verhit. Veelal worden de op dat moment goedkoopste oliesoorten hiervoor gebruikt. Rond het begin van de 20ste eeuw was dit arachideolie en tegenwoordig een mengsel van raapzaadolie en sojaolie.
In Nederland was de productie in handen van de Nederlandsche Oliefabriek (NOF) in Delft, later Calvé geheten. Door het onttrekken van olie aan de pinda's, had het bedrijf pindakaas als bijproduct.
De naam 'slaolie' is afkomstig van het oude gebruik om olie uit de zaden te slaan door olieslagers in oliemolens, en heeft niets met sla te maken.